# Ribeira do Lajido (Prainha)
A Ribeira do Lajido da Prainha é um curso de água português localizado na freguesia da Prainha, concelho das São Roque do Pico, ilha do Pico, arquipélago dos Açores.
A Ribeira do Lajido tem origem a uma cota de altitude de cerca de 400 metros numa zona de forte densidade florestal, nas imediações do Cabeço do Escalvado. A sua bacia hidrográfica procede à drenagem da área florestal onde se insere.
O seu curso de água que desagua no Oceano Atlântico, fá-lo na costa da localidade do Canto da Areia entre a Ponta da Rocha e a localidade da Prainha.